# محمدعلی خجسته‌پور
محمدعلی خجسته‌پور بی‌رنگ (زادۀ اول تیر ۱۳۱۰ آذربایجان – درگذشتۀ ۱۳۸۶) کشتی‌گیر آزادکار پیشین ایرانی است که برندهٔ مدال نقرهٔ المپیک ۱۹۵۶ ملبورن در دستهٔ ۵۲ کیلوگرم شده‌است. وی در مسابقات قهرمانی جهان ۱۹۷۴ مربی تیم ملی کشتی آزاد ایران بود.

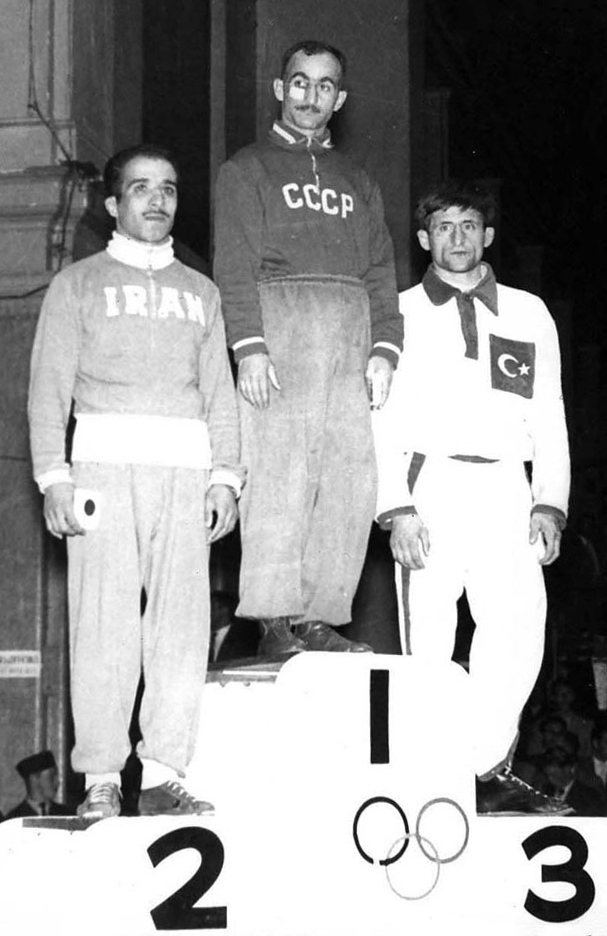
محمدعلی خجسته‌پور در المپیک ۱۹۵۶ (سمت چپ)

## زندگی شخصی
پدر محمدعلی خجسته‌پور بیرنگ، حسین خجسته‌پور، و خانواده‌اش قبل از شعله‌ور شدن جنگ دوم جهانی، از سرزمین اجدادی خود در آذربایجان، به تهران کوچ کردند و در نواحی جنوبی تهران ساکن می‌شدند، خانه‌ای در محله وزیر دفتر خیابان شاپور خریداری کردند. محمدعلی، فرزند اول خانواده بود. او و هشت خواهر و برادر دیگرش در همین خانه و همین محل بزرگ شدند و پرورش یافتند.در مهرماه سال ۱۳۱۷، محمدعلی در یکی از دبستان‌های خیابان شاپور، دوره ابتدایی را شروع کرد.

## مربیان برجسته
چهارده ساله بود که به عضویت زورخانه پولاد، که مسئولیت آن با اقای حسین شریف رضی‌زاده، (معروف به رضی‌خان)بود، در آمد. در آنجا با محمود نامی آشنا شد که از بستگان آقای حمید محمودپور بود. اقای محمودپور، یکی از قدیمی‌ترین مربیان کشتی، فنون این رشته را در ترکیه فرا گرفته بود و از اولین دوره مسابقه‌های قهرمانی ایران(۱۳۱۸) به بعد، زحمات زیادی را برای این ورزش کشید و در کنار صاییم اریکان، معروف به صاییم بیک(ترک) مربی تیم ملی کشتی ایران،‌به تعلیم قهرمانان مشغول بود. محمودپور گرچه از قهرمانان مشهور و طراز اول نبود، اما علاقه و افری به کشتی داشت و به زیر و بم فنون آن وارد بود و مشوق خوبی برای محمدعلی خجسته‌پور شد.

## بیست مسابقه
خجسته‌پور برای عضویت در تیم ملی ایران، به منظور شرکت در بازی‌های المپیک ۱۹۵۶ ملبورن بیست کشتی گرفت.
وی با ناراحتی می‌گوید:«شاید بیش از بیست کشتی گرفتم و دست آخر گفتند باید با محمود ملاقاسمی، قهرمان جهان و المپیک هلسینکی، کشتی بگیرم. ملاقاسمی تا آن موقع فقط تمرین کرده و مسابقه‌ای نداده بود و بالاتر اینکه فقط یک بار وزن خود را کم کرد. به هر صورت، جای بحث برای این دستورالعمل‌ها و امریه‌ها نبود. تصمیم گرفته بودند و من هم باید برای عضویت درتیم، در مقابل ملاقاسمی قرار می‌گرفتم. من در این کشتی، به لطف جوانی و تمرینات سنگین و انجام مسابقه‌های پی‌درپی، کاملا اماده بودم و توانستم در سگک، کنده او را بکشم و برنده این مسابقه شوم و به عضویت تیم ملی المپیک ایران درآیم. در این زمان، من سومین نفر بودم که در دسته ۵۲ کیلو برای المپیک انتخاب می‌شدم؛ منصور رئیسی در المپیک ۱۹۴۸، محمود ملاقاسمی در المپیک ۱۹۵۲ و من در المپیک ۱۹۵۶ و جالب اینجاست که ما سه نفر، پشت سر هم و پله‌پله صعود کردیم. بدین ترتیب که رئیسی رتبه چهارم را کسب کرد. ملاقاسمی برنده نشان برنز شد و من صاحب نشان نقره شدم.

## مربیگری
در سال ۱۳۴۸، خجسته‌پور به عنوان مربی، تیم ایران را در مسابقه‌های جام تفلیس رهبری کرد. در این مسابقه‌ها، شاگردان خجسته‌پور موفق شدند دو نشان طلا(قربانی و جهانگیر عبدالباقر) چهار نشان نقره(ابراهیم جوادپور، محمود دهدشت، قدیر یعقوبی و فیلایی) و یک نشان برنز(فرهنگ‌دوست) کسب کنند.

## فوت
در اواخر سال ۱۳۸۵ خجسته‌پور که از بیماری قلبی رنج می‌برد به اتفاق همسرش برای دیدار فرزندانش و معالجه به آمریکا رفتند. متاسفانه ابتدا خانم کریم‌پور و چهل روز بعد خجسته‌پور دارفانی را وداع گفتند.روحش شاد نامش گرامی باد.

## سایر عناوین بین المللی
۱) نفر چهارم مسابقات جهانی کشتی ۱۹۵۹ تهران در وزن اول، ۵۲ کیلوگرم